# Rhyacophila chakungpa
Rhyacophila chakungpa är en nattsländeart som beskrevs av Schmid 1970. Rhyacophila chakungpa ingår i släktet Rhyacophila och familjen rovnattsländor. Inga underarter finns listade i Catalogue of Life.